# TrueType
Fontes True Type são um tipo de fonte desenvolvido pela Apple Computer em parceria com a Microsoft no fim da  década de 1980 com um competidor para as fontes Type 1 da Adobe em PostScript. O principal poder do TrueType era originalmente oferecer aos desenvolvedores de fontes um nível mais alto de controle sobre precisamente como suas fontes seriam exibidas, até o nível do pixel, em várias alturas de fontes.

## História

### Microsoft
Em 1991, a Microsoft adicionou o TrueType ao sistema operativo Windows 3.1. Em parceira com a empresa Monotype, a Microsoft empreendeu um grande esforço ao criar um conjunto de fontes TrueType de alta qualidade que eram compatíveis com  o núcleo de fontes que estava a ser incluído nos equipamentos de PostScript da época. Ele incluía as fontes que são padrão no Windows até hoje: Times New Roman (compatível com Times Roman), Arial (compatível com Helvetica) e Courier New (compatível com Courier).
A Microsoft também desenvolveu uma tecnologia de "fonte inteligente" denominada TrueType Open, em 1994, posteriormente renomeada para OpenType quando fundiu o suporte da tecnologia Adobe Type 1.

## TrueType na atualidade

### Macintosh e Windows
TrueType é atualmente o formato mais comum para fontes de Mac OS X e Windows XP, ainda que ambos também tenham suporte nativo ao formato Type 1 da Adobe e à extensão OpenType para TrueType. Ainda que muitas das fontes agora oferecidas com o sistema operacional sejam no formato OpenType, a maioria das fontes gratuitas ou de preços baixos de terceiros usa TrueType.

### Linux e outros sistemas
O projeto FreeType, de David Turner, tenta criar uma implementação independente para o padrão TrueType. Ele está incluído em muitas distribuições Linux.